# 1998 v hudbě
Tento článek obsahuje události související s hudbou, které proběhly v roce 1998.

## Založené kapely
- 30 Seconds to Mars
- A–Teens
- American Hi–Fi
- Breaking Benjamin
- The Comas
- Coldplay
- Eagles of Death Metal
- Eiffel 65
- ETHEL
- Evanescence
- Fantômas
- Fischerspooner
- Interpol
- Nobody's Angel
- Okkervil River
- O-Zone
- Panda Bear
- Reggie and the Full Effect
- Suburban Legends
- The Strokes
- Sugababes
- Thrice
- Týr
- Underoath
- Zyklon

## Zaniklé kapely
- Archers of Loaf
- Cold Cold Hearts
- Dead Can Dance
- Faith No More
- Helmet
- Hoodoo Gurus
- Hunters & Collectors
- The Jesus and Mary Chain (obnoveni 2007)
- Mineral
- A Minor Forest
- Neutral Milk Hotel
- The Posies
- The Presidents of the United States of America (obnoveni 2000)
- Refused
- Shudder To Think
- Smoking Popes
- Suffocation (obnoveni 2004)
- Toad The Wet Sprocket
- Turbonegro
- Weddings Parties Anything

## Alba

### Domácí alba
- Hárlejova kometa – Harlej
- Smrtihlav – Daniel Landa
- Rock ze záhrobí – Komunální odpad

- Větší než malé množství lásky – Lucie
- Modrý sen – Ilona Csáková
- Nevzdám se hvězdám – Helena Vondráčková
- Vánoční koncert – Spirituál kvintet a Hradišťan
- Ve jménu lásky – Iveta Bartošová
- Hvězdy jako hvězdy – Lucie Bílá

### Zahraniční alba
- Chemical Wedding – Bruce Dickinson
- Greatest Hits – Duran Duran
- Tubular Bells III – Mike Oldfield
- System of a Down – System of a Down
- Oceanborn – Nightwish
- Psycho Circus – Kiss
- Absent Lovers: Live in Montreal – King Crimson
- Virtual XI – Iron Maiden
- Use Your Illusion – Guns N' Roses
- Somewhere in the City – různí
- Nico: Dance Music – John Cale
- Hey You, I Love Your Soul – Skillet
- "First Time" - Morning Musume

## Domácí hity
- „Trouba“ – Lucie Bílá
- „Medvídek“ – Lucie
- „Panic“ – Lucie
- „Tři oříšky“ – Iveta Bartošová
- „Máma“ – Lunetic
- „Stejně jako já“ – Chinaski
- „Modrá“ – Žlutý pes
- „Veni Domine“ – Bára Basiková
- „La Isla Bonita“ – Ilona Csáková
- „Proč mě nikdo nemá rád“ – Ilona Csáková
- „Svítání“ – Lucie
- „Víc než tisíckrát“ – Janek Ledecký
- „Nekonečná“ – Iveta Bartošová
- „Only You“ – Lunetic
- „Chtěl bych tě líbat“ – Lunetic
- „Dej mi pusu“ – Alice Springs
- „Holka magor“ – Lenka Dusilová
- „Modrý pondělí“ – Argema
- „1938“ – Daniel Landa
- „V princeznách“ – Wanastowi Vjecy
- „Zlato pojď na to“ – DJ Lucifer
- „Brouk“ – DJ Lucifer
- „Černá růže“ – No Guitars
- „Večírek osamělých srdcí“ – Tichá dohoda
- „Slim Jim“ – Sexy Dancers
- „Zpíváš mi requiem“ – Lucie Bílá
- „Žádný párty“ – Lucie Bílá
- „Amor magor“ – Lucie Bílá
- „Lásko má já stůňu“ – Leona Machálková
- „Copacabana“ – Helena Vondráčková
- „Čert na koze jel“ – Kabát
- „Ten právě příchozí“ – Daniel Hůlka
- „Neptej se proč jdu ti sbohem dát“ – Daniel Hůlka
- „Hvězdy jako hvězdy“ – Lucie Bílá
- „Jsem tak línej“ – Petr Janda
- „Když zbývá pár slov“ – Ilona Csáková
- „Tam kde jsi ty“ – Helena Vondráčková
- „Dlouhej dík“ – Jan Kalousek
- „Kočovní herci“ – František Nedvěd
- „Týždeň má sto dní“ – Pavol Habera
- „Smrtihlav“ – Daniel Landa
- „Ty se mnou jsi dál“ – Daniel Hůlka
- „Salve Regina“ – Bára Basiková
- „Správnej tým“ – Michal David

## Největší zahraniční hity
- „All I Have to Give“ – Backstreet Boys
- „All My Life“ – K–Ci and JoJo
- „Are You That Somebody?“ – Aaliyah featuring Timbaland
- „…Baby One More Time“ – Britney Spears
- „Back 2 Good“ – Matchbox Twenty
- „Because We Want To“ – Billie
- „The Boy Is Mine“ – Brandy a Monica
- „Closing Time“ – Semisonic
- „Cruel Summer“ – Ace of Base
- „Crush“ – Jennifer Paige
- „Diva“ – Dana International
- „Doo Wop (That Thing)“ – Lauryn Hill
- „The Dope Show“ – Marilyn Manson
- „Everybody (Backstreet's Back)“ – Backstreet Boys
- „From This Moment On“ – Shania Twain
- „Frozen“ – Madonna
- „Fly Away“ – Lenny Kravitz
- „Girlfriend“ – Billie
- „Gettin' Jiggy wit It“ – Will Smith
- „Good Riddance (Time of Your Life)“ – Green Day
- „Goodbye“ – Spice Girls
- „Hands“ – Jewel
- „I Don't Want to Miss a Thing“ – Aerosmith
- „I Want You Back“ – *NSYNC
- „I'm Your Angel“ – Céline Dion & R. Kelly
- „Iris“ – Goo Goo Dolls
- „Jumper“ – Third Eye Blind
- „Kind & Generous“ – Natalie Merchant
- „Lullaby“ – Shawn Mullins
- „Man in the Rain“ – Mike Oldfield
- „My All“ – Mariah Carey
- „The First Night“ – Monica
- „My Heart Will Go On“ – Celine Dion
- „My Hero“ – Foo Fighters
- „My Own Worst Enemy“ – Lit
- „Never Ever“ – All Saints
- „Never There“ – Cake
- „One Week“ – Barenaked Ladies
- „The Power of Good–Bye“ – Madonna
- „Psycho Circus“ – KISS
- „Ray of Light“ – Madonna
- „Real World“ – Matchbox Twenty
- „Remember When“ – Color Me Badd
- „Sex and Candy“ – Marcy Playground
- „Slide“ – Goo Goo Dolls
- „Still Not a Player“ – Big Pun feat. Joe
- „Thank U“ – Alanis Morissette
- „3 A.M.“ – Matchbox Twenty
- „Torn“ – Natalie Imbruglia
- „Together Again“ – Janet Jacksonová
- „Top of the World“ – Brandy
- „Truly Madly Deeply“ – Savage Garden
- „Turn the Page“ – Metallica
- „Uninvited“ – Alanis Morissette
- „The Way“ – Fastball
- „When the Lights Go Out“ – Five
- „Whiskey in the Jar“ – Metallica
- „Within“ – Kiss
- „You're Still the One“ – Shania Twain

## Úmrtí
- 24. ledna – Mae Questel, (89), zpěvačka a herečka, hlas Betty Boop
- 5. ledna – Sonny Bono, zpěvák, písničkář, 53
- 8. ledna – Michael Tippett, skladatel (narozen 1905)
- 11. ledna – Klaus Tennstedt, dirigent, 71
- 15. ledna – Junior Wells, hráč na harmoniku, 64
- 19. ledna – Carl Perkins, mrtvice
- 3. února – Fat Pat, americký rapper,zastřelen
- 6. února:
  - Carl Wilson, The Beach Boys, rakovina plic
  - Falco, rocková hvězda, automobilová nehoda
- 13. února – Buddy Lee, rakovina plic
- 17. února – Bob Merrill, písničkář, sebevražda
- 19. února – Grandpa Jones, hvězda Hee Haw, komik a hudebník
- 25. února – Rockin' Sidney, soul musician, 59
- 28. února – Todd Duncan, první Porgy v Porgy and Bess, 95 let
- 17. dubna – Linda McCartney, Wings, rakovina prsu, 56
- 12. března – Judge Dread, ska a reggae umělec (zemřel na jevišti)
- 1. dubna – Rozz Williams, zakladatel Christian Death, sebevražda
- 5. dubna – Cozy Powell,bubeník Rainbow a Black Sabbath, automobilová nehoda
- 6. dubna – Tammy Wynette, country zpěvák, 55
- 7. dubna – Wendy O. Williams, The Plasmatics, sebevražda
- 9. dubna – Tom Cora, cellista a skladatel, 44
- 11. dubna1 – Lillian Briggs (64), zpěvák a trombonista ( rakovina plic)
- 7. května – Eddie Rabbitt, country zpěvák, 56 (rakovina plic)
- 9. května – Alice Faye, herečka a zpěvačka, 83
- 14. května – Frank Sinatra,americký zpěvák, infarkt
- 10. června – Steve Sanders, the Oak Ridge Boys; sebevražda, 45
- 6. července – Roy Rogers, 86, herec, zpěvák
- 23. července – André Gertler, houslista
- 29. července – Jerome Robbins, choreograf, 79
- 3. srpna – Alfred Schnittke, skladatel
- 29. srpna – Charlie Feathers, country blues hudebník
- 26. září – Betty Carter, jazzový zpěvák, 69
- 14. října – Frankie Yankovic, americký „král polky“
- 20. listopadu – Roland Alphonso, saxofonista, 67